# Guerra de Independência Cubana
A Guerra de Independência Cubana ou Guerra de 95 (1895–1898), foi a última das três guerras pela independência dos cubanos contra o domínio espanhol, sendo as outras duas, a Guerra dos Dez Anos, de 1868 a 1878, e a chamada Guerra Chiquita ('Guerra Pequena'), entre 1879 e 1880.
Depois de três meses, o conflito se agravou, evoluindo para a Guerra Hispano-Americana contra o Reino da Espanha.
O conflito teve início com o "Grito de Baire", em 24 de fevereiro de  1895, e terminou em  1898, com a rendição das tropas realistas antes a armada estadunidense.
Estima-se que mais de 300 mil pessoas morreram nesta guerra.

## Antecedentes
O século XIX representou para a Espanha a perda das suas colônias americanas; no final do século só umas poucas colônias restavam, entre as quais se contava Guam, Cuba, Porto Rico e Filipinas. Em Cuba as ideias independentistas estavam latentes desde o fim da guerra de restauração da República Dominicana, que expulsou as tropas reais espanholas da ilha caribenha, e da Guerra dos Dez Anos, porém coexistiam com outras tendências do ideário político emancipador, conquanto que os limites entre elas não eram sempre bem definidos. Junto com os que mantinham a opção separatista (José Martí) se encontravam os autônomos (Rafael Montoro) e os reformistas (José Antonio Saco). As condições não permitiam o êxito de nenhuma das tentativas de sublevação contra o governo colonial. A semente da liberdade e o descontentamento popular, que foi comum em todas as gestas independentistas hispano-americanas e que havia dado origem à Guerra dos Dez Anos, continuavam vigentes e, embora a escravidão tivesse sido abolida, a situação dos negros e mulatos na colônia eram deploráveis. No entanto, teriam de passar alguns anos para que o gênio organizador de José Martí preparasse a insurreição. O carismático líder uniu várias figuras e conseguiu representar a unidade e os interesses populares.
Os projetos de autonomia para Cuba redigidos por políticos da metrópole como Maura, Abárzuza, e Cánovas del Castillo, se cristalizaram, durante o governo de Práxedes Mateo Sagasta, com Segismundo Moret no Ministério de Ultramar, em uma Constituição para a ilha (25 de novembro de 1897) que lhe outorgava autonomia plena, com a única reserva do cargo de governador-geral, mais os reais decretos pelos quais se estabelecia a igualdade de direitos políticos dos espanhóis residentes nas Antilhas e os penisulares, e foi estendido a Cuba e Porto Rico o sufrágio universal. O primeiro governo autônomo foi presidido desde 1 de janeiro de 1898 por José María Gálvez Alonso. Nenhuma das iniciativas empreendidas pelo governo central tiveram êxito, apesar dos claros avanços, já que para os interesses da oligarquia crioula e dos intervencionistas dos Estados Unidos, a presença espanhola era um obstáculo a eliminar.

## José Martí
José Martí conquistou na história da América, e em particular na história de Cuba, como um dos heróis da liberdade e da soberania, começou em sua adolescência, sendo enviado ao presídio político por ter escrito uma carta a um colega de classe na qual o chamava de traidor por haver se unido ao corpo de voluntários que serviam aos interesses da Espanha.
Após a prisão foi deportado para a Espanha, onde estudou. Seu retorno a Cuba foi muito tenso pela constante vigilância por parte das forças de segurança espanholas, fato que o obrigou a viajar para outros países americanos como Guatemala, Venezuela, México e Estados Unidos. Neste último país, apoiado por exilados cubanos e pelas comunidades de Tampa e Nova Iorque, Martí organizou o Partido Revolucionário Cubano cujo principal objetivo era conquistar a independência de Cuba. Mais tarde patriotas portorriquenhos se uniram e eles com o compromisso de que uma vez liberada Cuba, as forças independentistas fariam o mesmo com Porto Rico. Conhecedor das razões do fracasso da Guerra dos Dez Anos, Martí cuidou que elas não se repetissem, dando à força militar um poder ilimitado no que dizia respeito a estratégia e tática, mas deixando exclusivamente ao poder civil a tarefa de sustentar diplomática, financeira e legalmente a guerra, e de governar os territórios libertados. Martí viajou para Costa Rica, onde vivia Antonio Maceo, para convencê-lo da necessidade de sua contribuição para a causa da independência. O mesmo fez com Máximo Gómez, que vivia na República Dominicana. Foi neste país que assinaram o Manifesto de Montecristi, que expressa a necessidade da Independencia de Cuba. Saindo do Haiti à frente de uma pequena força militar, desembarcaram nas Playitas de Cajobabo para coincidir com o Grito de Baire e o levante de várias zonas da porção oriental de Cuba.

## A guerra
Com a experiência da Guerra dos Dez Anos, e com um maior apoio das forças políticas e uma maior consciência nacional, os libertadores conceberam a campanha "Invasão do Ocidente", que tinha a meta de dominar esta parte da ilha. Não foi fácil a conquista oriental, e os realistas tiveram dificuldade de conter os libertadores. Porém, Martí e Maceo morreram na luta: Martí logo no início dos conflitos, em 19 de maio de 1895, e Maceo em uma emboscada ao norte de Havana em 7 de dezembro de 1897.
Entre as muitas vitórias dos soldados cubanos se destaca a Passagem dos Montes, uma linha de fortificações e tropas realistas que se estendia de Júcaro a Morón, na atual província de Mirado de Cubitano, quase no centro do país, que tinha o objetivo de impedir que as tropas libertadoras cruzassem para o ocidente. A Passagem era não apenas uma necessidade para o cumprimento da campanha, mas também sua vitória demonstraria o progresso militar dos insurgentes. A vitória final foi vislumbrada quando o cruzador estadunidense USS Maine, que estava em visita a Havana, explodiu.

## A guerra entre Cuba, Espanha e Estados Unidos
A Guerra Hispano-Americana aconteceu em 1898, tendo como resultado o ganho do controle, por parte dos Estados Unidos da América, sobre as antigas colônias espanholas no Caribe e no oceano Pacífico. A guerra iniciou-se em 1898, quando o navio militar USS Maine foi destruído em Havana, Cuba - então colônia espanhola. Os estadunidenses, alegando que o navio fora sabotado pelos espanhóis, exigiram que a Espanha cedesse independência a Cuba. A recusa dos espanhóis causou o início da guerra.
As forças realistas não puderam responder aos modernos couraçados estadunidense e a superioridade militar das forças dos Estados Unidos obrigou os espanhóis à rendição em 1898. O sucesso abriu caminho à ocupação de Cuba pelo vitorioso, que perdurou até 1902. Com o Tratado de Paris, a Espanha renunciou à sua soberania sobre Cuba, Porto Rico e Filipinas, o que significou a ocupação de Cuba num espírito colonialista, uma vez que os representantes dos territórios ocupados foram excluídos das negociações.

## A independência
O Problema dos libertadores com a simples troca de potência colonizadora não se fez esperar. Ainda que Porto Rico e as Filipinas tenham continuado como colônias norte-americanas por mais tempo, em Cuba as pressões para autonomia se tornaram logo importantes, levando os Estados Unidos a prepararem sua retirada, mas deixando aberta a possibilidade de uma nova intervenção como forma de "garantir a independência", conforme expresso na emenda constitucional de 12 de junho de 1901, a Emenda Platt. A frágil República de Cuba  foi enfim criada em 20 de maio de 1902, assumindo a presidência Tomás Estrada Palma. Mas somente em 1909, no governo de José Miguel Gómez, do Partido Liberal, o governo intervencionista de fato encerrou, mas não sem antes assegurar-se da posse da base de Guantánamo.
A independência não melhorou as condições dos desfavorecidos, pois os interesses da oligarquia dominante continuaram prevalecendo, o que foi a causa dos levantes de negros que atraíram nova intervenção norte-americana em 1912.
Na Espanha, a perda de suas colônias americanas desencadeou profunda crise social, identitária, política e cultural, gerando movimentos marcados pelos sinais da crise, como a Geração de 98 e o Regeneracionismo.